# 新竹縣竹北市六家國民小學
新竹縣竹北市六家國民小學是臺灣新竹縣竹北市一所國民小學，創校於1907年。

## 校史
六家國小學區在臺灣日治時期原本屬於芎林公學校，因上學不便而另興建的鹿場公學校於1907年落成，後因水災於1917年遷至現今校址。1921年配合行政區劃變動，改稱六家公學校；1941年日本政府實施國民義務教育，六家公學校改稱六家國民學校。1968年六家國民學校改稱六家國民小學，1988年配合新竹縣縣治遷建改制為竹北市六家國民小學至今。

## 歷任校長
| 任期       | 校長姓名 | 時間      | 備註                     |
| ---------- | -------- | --------- | ------------------------ |
| 第一任     | 東滌謙吾 | 1907-1911 |                          |
| 第二任     | 晉清隆   | 1912-1914 |                          |
| 第三任     | 何本金朝 | 1915-1918 |                          |
| 第四任     | 鹽田文士 | 1919-1926 |                          |
| 第五任     | 池田要女 | 1927-1935 |                          |
| 第六任     | 恩田束年 | 1936-1938 |                          |
| 第七任     | 馬原保   | 1939-1943 |                          |
| 第八任     | 斗榮     | 1943-1945 |                          |
| 第九任     | 林雲霞   | 1945-1953 | 首任台籍校長             |
| 第十任     | 呂杰全   | 1953-1957 |                          |
| 第十一任   | 彭文法平 | 1957-1962 |                          |
| 第十二任   | 林雲霞   | 1962-1973 | 第二次就任該校校長       |
| 第十三任   | 宋九司   | 1973-1979 |                          |
| 第十四任   | 林保藏   | 1979-1990 |                          |
| 第十五任   | 莊堂宏   | 1990-1993 |                          |
| 第十六任   | 邱鏡榮   | 1993-1995 | 1995年去世由教務主任代理 |
| 第十七任   | 劉守隆   | 1996-1998 |                          |
| 第十八任   | 范揚君   | 1998-2002 |                          |
| 第十九任   | 卓昆明   | 2002-2007 |                          |
| 第二十任   | 張維順   | 2007-2015 | [ 4 ]                    |
| 第二十一任 | 何明星   | 2015-2023 | [ 5 ]                    |
| 第二十二任 | 林仁煥   | 2023-現今 |                          |

## 校友
- 林保仁，曾任新竹縣縣長[3][6]
- 林光華，曾任新竹縣縣長[3][6]
- 郭雙發，國立交通大學電子工程學系教授，與張俊彥等共同建立臺灣首座半導體研究中心[3]
- 宋賢一，國立臺灣大學生化科技學系教授，臺灣首位教育部授予之國家農學博士[3]
- 卓永財，企業家，上銀科技創辦人[5]

### 逸聞
2007年，該校校友——古箏音樂家魏德棟、魏德樑兄弟為該校創作新校歌。

## 外部連結
- 新竹縣竹北市六家國民小學